# Waalse Pijl 1977
De 41e editie van de Belgische wielerwedstrijd Waalse Pijl werd gehouden op donderdag 7 april 1977. Start en finish waren voor de vierde keer op rij in Verviers. Het parcours door de Ardennen had een lengte van 223 kilometer. Aan het vertrek verschenen 158 renners. Door het winterse weer en de ijzige wind bereikten slechts 46 coureurs de finish.

## Verloop
De Belg Freddy Maertens sprong op 45 kilometer voor het einde weg. De regerend wereldkampioen zette zijn vier achtervolgers Gerrie Knetemann, Francesco Moser, Giuseppe Saronni en Herman Vanspringel al snel op een grote achterstand van twee minuten, binnen vijf kilometer. De Nederlander Joop Zoetemelk, de winnaar van vorig jaar, stapte 35 kilometer voor de finish in de bezemwagen. “Te koud”, vond hij.
Maertens trotseerde de sneeuw en hagelbuien en bouwde zijn voorsprong uit tot bijna drie minuten. “Dit is niet normaal meer. De man is veel te sterk voor ons”, zei de Nederlander Knetemann nadat hij als vijfde was gefinisht. De Italiaan Moser kwam als tweede over de meet, voor zijn landgenoot Saronni en de Belg Vanspringel. Willy Teirlinck won de sprint van de tweede groep, met onder meer Eddy Merckx, en eindigde als zesde.

## Doping
Een maand later werd bekend dat Maertens was betrapt op dopinggebruik. Hij werd geschrapt als winnaar en vervangen door de nummer twee Moser. Saronni schoof op van de derde naar de tweede plaats. De derde plek bleef onbezet omdat de nummer vier Vanspringel niet naar de dopingcontrole was geweest. Uit de top tien verdwenen ook Teirlinck (zesde) en Merckx (achtste). Zij werden evenals Maertens betrapt op het gebruik van het verboden middel pemoline.

## Uitslag
| Waalse Pijl 1977 |                    |                       |          |
| Plaats           | Naam               | Ploeg                 | Tijd     |
| Winnaar          | Freddy Maertens    | Flandria-Velda-Latina | 5u52'44" |
| 2                | Francesco Moser    | Sanson                | + 2'50"  |
| 3                | Giuseppe Saronni   | Scic                  | z.t.     |
| 4                | Herman Vanspringel | IJsboerke-Colnago     | z.t.     |
| 5                | Gerrie Knetemann   | TI-Raleigh            | z.t.     |
| 6                | Willy Teirlinck    | Gitane-Campagnolo     | + 2'54"  |
| 7                | Walter Planckaert  | Maes Pils-Mini Flat   | z.t      |
| 8                | Eddy Merckx        | Fiat France           | z.t      |
| 9                | Frans Verbeeck     | IJsboerke-Colnago     | z.t.     |
| 10               | Roger De Vlaeminck | Brooklyn              | z.t      |

1936 · 1937 · 1938 · 1939 · 1940 · 1941 · 1942 · 1943 · 1944 · 1945 · 1946 · 1947 · 1948 · 1949 · 1950 · 1951 · 1952 · 1953 · 1954 · 1955 · 1956 · 1957 · 1958 · 1959 · 1960 · 1961 · 1962 · 1963 · 1964 · 1965 · 1966 · 1967 · 1968 · 1969 · 1970 · 1971 · 1972 · 1973 · 1974 · 1975 · 1976 · 1977 · 1978 · 1979 · 1980 · 1981 · 1982 · 1983 · 1984 · 1985 · 1986 · 1987 · 1988 · 1989 · 1990 · 1991 · 1992 · 1993 · 1994 · 1995 · 1996 · 1997 · 1998 · 1999 · 2000 · 2001 · 2002 · 2003 · 2004 · 2005 · 2006 · 2007 · 2008 · 2009 · 2010 · 2011 · 2012 · 2013 · 2014 · 2015 · 2016 · 2017 · 2018 · 2019 · 2020 · 2021 · 2022 · 2023 · 2024 · 2025 · 2026
Lijst van beklimmingen